# Anomala balzapambae
Anomala balzapambae är en skalbaggsart som beskrevs av Ohaus 1897. Anomala balzapambae ingår i släktet Anomala och familjen Rutelidae. Inga underarter finns listade i Catalogue of Life.